# Јозеф Стреб
Јозеф Стреб (16. април 1912. — Минхен, 22. август 1986) био је немачки фудбалер који је учествовао на Светском првенству у фудбалу 1934. Играо је клупски фудбал за Вакер Минхен.